# 곡성로
곡성로(Gokseong-ro)는 전라남도 곡성군 삼기면삼기삼거리에서 곡성군 곡성읍곡성회전교차로를 잇는 도로이다.

## 주요 경유지
전라남도
- 곡성군 (삼기면 - 곡성읍)

## 노선
| 이름               | 접속 노선                          | 소재지        | 소재지        | 비고          |
| 곡순로와 직결      | 곡순로와 직결                      | 곡순로와 직결 | 곡순로와 직결 | 곡순로와 직결 |
| ------------------ | ---------------------------------- | ------------- | ------------- | ------------- |
| 삼기교차로         | 국도 제27호선 (곡순로)             | 곡성군        | 삼기면        |               |
| 도림사입구교차로   | 도림로                             | 곡성군        | 곡성읍        |               |
| 죽동회전교차로     | 중앙로                             | 곡성군        | 곡성읍        |               |
| 제2읍내교          |                                    | 곡성군        | 곡성읍        |               |
| 터미널사거리       | 군청로 충의로                      | 곡성군        | 곡성읍        |               |
| 시장교차로         | 읍내14길                           | 곡성군        | 곡성읍        |               |
| 제1읍내교          |                                    | 곡성군        | 곡성읍        |               |
| 기차마을회전교차로 | 지방도 제840호선 (기차마을로)      | 곡성군        | 곡성읍        |               |
| 곡성역회전사거리   |                                    | 곡성군        | 곡성읍        |               |
| 곡성역회전교차로   | 지방도 제840호선 (낙동원로) 곡고로 | 곡성군        | 곡성읍        |               |

## 주요시설및 건물
- HD현대오일뱅크 기차마을 충전소 (곡성로 355/구원리 813-2)
- HD현대오일뱅크 광명주유소 (곡성로 259/구원리 806)
- GS칼텍스 곡성도림 주유소 (곡성로 482/구원리 399)
- SK에너지 곡성농협 주유소 (곡성로 753/죽동리 41)
- 농협 곡성농협 하나로마트 (곡성로 760/죽동리 40-6)
- 한국전력공사 곡성지사 (곡성로 795/읍내리 792-21)
- SK에너지 대창석유직영 대인주유소 (곡성로 796/읍내리 792-18)
- 광주지방법원 곡성군법원 (곡성로 845/읍내리 252)
- 곡성역 (곡성로 920/읍내리 53-6)